# ドングリFM
『ドングリFM』（ドングリエフエム）は、2015年9月から配信されているポッドキャスト番組。出演は、Web編集者のnarumiとブロガーのなつめぐの2人。
キャッチフレーズは「つまらなくておもしろい」。
番組公式としてTwitterのハッシュタグ #dongurifm の利用を推奨している。各種ポッドキャストには“楽しいラジオ「ドングリFM」”として登録されている。

## 概要
トークの内容はネットの最新事情からお互いの仕事論、コンビニごはんに面白いマンガの話まで幅広く、リスナーも世代を選ばず愛されており、なにも考えずにラフに聞ける内容である。
番組設立のきっかけは、Rebuild.fmを愛聴していたなつめぐがポッドキャストを始めようと機材を買い集めていた時期に、キャリアハックのインタビュー記事でnarumiが「声がいいので、Podcastをやってみたい」と言っているのを見てnarumiに連絡したこと。
その際「番組の雰囲気としてこんなかんじのをやりたい」と、なつめぐからnarumiへRebuild.fmのリンクを送ったことが第676回で明かされている。
二人は当時、仕事で何度か接点があった程度の関係だった。

## 特徴
後述の「裏ドングリ」会員向けにライブストリーミングを行っており、その中でエピソードを収録しSoundcloud等で無料配信されている。
リスナーの反応をYouTubeからリアルタイムで受け取って紹介することもある。

### 配信プラットフォーム
- SoundCloud
- iTunes（iPhoneだとポッドキャストアプリ）
- RadioTalk
- Voicy
- Amazon Music
- Spotify
- note
- YouTube

## 会員制リスナーコミュニティ「裏ドングリ」
会員限定の公開収録イベントが開催されたり、リスナー同士の交流の場となっており、キャンプファイヤーの専用サイトから加入することを推奨している

## 出演者

### 主なゲスト出演者
941(ブロガー）
櫛井優介 LINE株式会社のCulture Evangelist／技術広報。個人ではブロガーとして「941::blog」を運営する。MCのnarumiがライブドアに入社したりブログを書くきっかけになった人物であるとゲスト回で明かされている。裏ドングリではコミュニティマネージャー的な存在であると同コミュニティメンバーから言われている。

### ゲスト回
| エピソード                                  | ゲスト                                               |
| ------------------------------------------- | ---------------------------------------------------- |
| 第41回～45回,第263～264回                   | 伊藤春香（はあちゅう、ブロガー／作家）               |
| 第63回～66回                                | ARuFa（Webライター／ブロガー／音楽家）               |
| 第108～110回                                | りょかち                                             |
| 第139～140回                                | 佐藤ねじ（プランナー／アートディレクター）           |
| 第185回～188回                              | けんすう（実業家）                                   |
| 第208回～210回                              | 東京カリ〜番長（カレー研究家）                       |
| 第236回～239回,第249回,第488〜490回,第495回 | 941（ブロガー）                                      |
| 第244～245回                                | 井上佳央里（Radiotalk代表）                          |
| 第270回～274回                              | Hagex（ブロガー／ネットウォッチャー）                |
| 第275回～277回                              | 紫原明子（エッセイスト）                             |
| 第290回～293回                              | shin5（作家／漫画原作者）                            |
| 第294回～296回                              | 緒方憲太郎（Voicy代表）                              |
| 第413回～415回                              | pato（ライター）                                     |
| 第419回～421回,第425〜426回                 | 古田大輔（BuzzFeed元編集長）                         |
| 第452回～454回,第466回                      | 竹村俊介（編集者）                                   |
| 第557回                                     | 小関悠(ショートショート書き)                         |
| 第572回                                     | 朽木誠一郎（デジタルディレクター／ライター／編集者） |
| 第592回                                     | カツセマサヒコ（小説家）                             |
| 第648回                                     | 荒木博行（株式会社学びデザイン代表取締役社長）       |
| 第656回                                     | 岸田奈美(作家)                                       |
| 第676回                                     | 宮川達彦（Rebuild.fm MC）                            |
| 第691回                                     | 西村 賢（Coral Capital パートナー兼編集長）          |
| 第700回                                     | よざ ひかる（ライター/プランナー）                   |
| 第817回                                     | りっちゃ（やいやいラジオ MC）                        |
| 第851回                                     | 堀元見（ゆる言語学ラジオ MC）                        |
| 第878回                                     | hikaru / 樫田光（Free Agenda MC）                    |

## 代表的なエピソード
第571回「眠れない夜に聴くポッドキャスト」 narumiが持ち前の良い声で、30分間ただひたすらに羊を数え続けるという狂気じみたエピソード

第676回では、番組を始めた最初のモチベーションでありポッドキャスト界の先駆者である宮川達彦をゲストに迎えられたことがちょっとした到達点であり「ドングリFM第一部 完」であるとMCの二人が語った。